# Oscar de la Renta
Óscar Arístides Renta Fiallo (Santo Domingo, 22 luglio 1932 – Kent, 20 ottobre 2014) è stato uno stilista dominicano naturalizzato statunitense.
La sua cifra stilistica è quella di non far passare inosservate e non di rado esagerare, con strutture e colori molto inusuali. È stato il primo americano a guidare una casa di moda francese (Balmain).

## Primi anni
Oscar de la Renta nasce nella Repubblica Dominicana da madre dominicana e padre portoricano. Compiuti i diciotto anni si trasferisce in Spagna dove studia e dipinge all'Accademia di San Fernando di Madrid. Vivendo in Spagna inizia ad interessarsi al mondo della moda e lavora presso case di moda spagnole. Nel 1961 lascia la penisola iberica e si reca a Parigi, in Francia, per lavorare presso Lanvin come assistente di Antonio Castillo. Nel 1963 invece si trasferì in America, dove conobbe il vero successo.
Dal 1963 disegna vestiti per Elizabeth Arden, scarpe e accessori per Brittany Rosano. In questi anni si avvicina a Anna Wintour, direttrice di Vogue. Oscar de la Renta iniziò la sua carriera a Balenciaga, casa di moda di Madrid. Qui apprese nuove tecniche di taglio e di lavorazione e poté affinare le sue capacità.

## Il successo
Nel 1965 Oscar de la Renta creò il suo omonimo brand. Fin da subito il suo nome fu associato a un glamour unico, raffinato ma creativo. I suoi abiti si adattavano perfettamente a chi li indossava, rendevano le donne protagoniste.
Nel 2001, Oscar de la Renta presenta la sua collezione di accessori, che include tra le altre cose scarpe e borse. Si dedica anche alla produzione di gioielli, occhiali, profumi e cosmetici. Dopo aver presentato una collezione di abiti sportivi da uomo, nel 2002 propone una linea di profumi.
Nel 1981 ha disegnato vestiti per i Boy Scout americani.
Oggi, Oscar de la Renta possiede negozi a New York, Bal Harbour, Las Vegas, Los Angeles, Dallas e Manhassat tutti prodotti dai Meyer Davis Studio Inc ed è inoltre uno degli stilisti favoriti nonché amico della potentissima direttrice di Vogue America Anna Wintour.
Dal 1992 Oscar de la Renta ha lavorato anche come direttore creativo di Balmain, e ha risollevato le sorti della maison francese.
De la Renta ha ricevuto numerosi riconoscimenti importanti dalla Repubblica Dominicana, che lo ha insignito di varie onorificenze per il suo impegno negli aiuti umanitari. Grazie alla sua generosità, per esempio, sorgono scuole a Punta Cana.
Oscar de la Renta è stato ricordato come lo stilista delle first lady. Era infatti lo stilista preferito di Jackie Kennedy che per prima l'ha scelto e portato sui Red Carpet dell'America che conta. In seguito è stato scelto anche da Nancy Reagan, Laura Bush, Hillary Clinton e Michelle Obama. Lo stilista è stato anche omaggiato dalla popolare serie TV Sex and the city, dove le protagoniste lo adorano come guru della moda. Tra le sue creazioni più acclamate e ricordate c'è l'abito da sposa di Amal Alamuddin, avvocata e moglie dell'attore George Clooney, diventato un modello iconico: romantico e impreziosito di ricami, pizzi, brillanti e perline preziose. Il vestito sfoggiato dalla Alamuddin rientra con tutto rispetto tra i più costosi abiti da matrimonio mai realizzati, la coppia per il vestito da sposa ha
ha speso 355.629 euro.
Ad Oscar de la Renta si deve la coniazione del neologismo "fashion victim".
Nel 2006 gli viene diagnosticato un cancro che ne causerà la morte nel 2014 all'età di 82 anni. Dopo la sua morte ci furono diverse iniziative benefiche in suo onore. Fu costruito l'orfanotrofio scuola Casa del Niño, nel suo paese d'origine: Punta Águila.